# البرکه ترک
البرکه ترک (به ترکی استانبولی: Albaraka Türk) شرکت خدمات مالی و بانکداری ترکیه‌ای است، که در زمینه ارائه خدمات بانکداری خرد، بانکداری شرکتی، بانکداری سرمایه‌گذاری و مدیریت سرمایه‌گذاری فعالیت می‌کند. 
البرکه ترک در سال ۱۹۸۴ تأسیس شد و در حال حاضر مالک شبکه‌ای از ۱۶۷ شعبه در ترکیه می‌باشد.
شعبه مرکزی این بانک در عمرانیه، استانبول قرار دارد و بخشی از سهام آن در بازار بورس استانبول معامله می‌شود.